# Quyền LGBT ở Tây Ban Nha
Quyền đồng tính nữ, đồng tính nam, song tính và chuyển giới ở Tây Ban Nha đã trải qua một số thay đổi đáng kể trong những năm gần đây. Trong số La Mã cổ đại ở Tây Ban Nha, tương tác tình dục giữa nam giới được xem là phổ biến và hôn nhân giữa nam giới xảy ra trong thời Đế chế La Mã cổ đại, nhưng luật chống hôn nhân đồng giới đã được ban hành bởi Kitô giáo các hoàng đế Constantius II và Constans I, và các chuẩn mực đạo đức của La Mã đã trải qua những thay đổi quan trọng dẫn đến thế kỷ thứ 4. Ảnh hưởng của Kitô giáo cuối cùng đặc trưng cho tình dục là một hành động mà mục tiêu duy nhất của họ là sinh sản, với đồng tính luyến ái được xem là một trong nhiều hoạt động tình dục là tội lỗi và chống lại ý chí của Thiên Chúa. Luật chống lại sodomy sau đó đã được thiết lập trong thời kỳ lập pháp. Luật chống lại sodomy lần đầu tiên bị bãi bỏ khỏi Bộ luật Tây Ban Nha vào năm 1822. Luật pháp lại thay đổi cùng với thái độ xã hội đối với đồng tính luyến ái trong Nội chiến Tây Ban Nha và chế độ Francisco Franco.
Trong suốt cuối thế kỷ 20, các quyền của cộng đồng LGBT đã nhận được nhiều nhận thức hơn và hoạt động tình dục đồng giới trở thành hợp pháp một lần nữa vào năm 1979 với độ tuổi đồng ý đối với quan hệ tình dục khác giới. Ngày nay, Tây Ban Nha đã được công nhận là nơi cung cấp một trong những mức độ tự do cao nhất trên thế giới cho các công dân LGBT của mình. Sau khi nhận ra chung sống không đăng ký giữa các cặp đồng giới trên toàn quốc và quan hệ đối tác đã đăng ký ở một số thành phố và cộng đồng nhất định kể từ năm 1994 và 1997, Tây Ban Nha đã hợp pháp hóa cả hôn nhân đồng giới và quyền nhận con nuôi cho các cặp đồng giới vào năm 2005. Các cá nhân xác định là người chuyển giới được phép thay đổi giới tính hợp pháp của họ mà không cần chuyển đổi giới tính hoặc triệt sản. Phân biệt đối xử trong việc làm liên quan đến xu hướng tình dục đã bị cấm trên toàn quốc kể từ năm 1995. Người LGBT được phép công khai phục vụ trong quân đội và NQHN đã được phép hiến máu từ năm 2005.
Tây Ban Nha đã được công nhận là một trong những tự do văn hóa và các quốc gia thân thiện với LGBT trên thế giới và văn hóa LGBT đã có một vai trò quan trọng trong văn học Tây Ban Nha, âm nhạc, điện ảnh và các hình thức giải trí khác cũng như các vấn đề xã hội và chính trị. Một ý kiến công khai về đồng tính luyến ái được những người gây ô nhiễm ghi nhận là cực kỳ tích cực, với một nghiên cứu gần đây được thực hiện bởi Trung tâm nghiên cứu Pew vào năm 2013 cho thấy hơn 88% công dân Tây Ban Nha chấp nhận đồng tính luyến ái, khiến nó trở nên thân thiện với LGBT nhất trong số 39 Các nước Pew bỏ phiếu. Tầm nhìn của LGBT cũng tăng lên trong một số tầng lớp trong xã hội như Guardia Civil, quân đội, tư pháp và giáo sĩ. Tuy nhiên, trong các lĩnh vực khác như thể thao, cộng đồng LGBT vẫn bị thiệt thòi. Các đạo diễn phim Tây Ban Nha như Pedro Almodóvar đã tăng cường nhận thức về khả năng dung nạp LGBT ở Tây Ban Nha trong số khán giả quốc tế. Vào năm 2007, Madrid đã tổ chức lễ kỷ niệm Europride hàng năm và tổ chức World Pride năm 2017. Các thành phố Madrid và Barcelona cũng có tiếng là hai trong số những người thân thiện nhất với LGBT các thành phố trên thế giới. Gran Canaria được biết đến trên toàn thế giới như là một điểm đến du lịch LGBT.

## Con nuôi và nuôi dạy con cái
Nhận con nuôi bởi các cặp đồng giới đã hợp pháp trên toàn quốc tại Tây Ban Nha kể từ tháng 7 năm 2005. Một số cộng đồng tự trị của Tây Ban Nha, đáng chú ý là Navarre năm 2000, xứ Basque năm 2003, Aragon năm 2004, Catalonia năm 2005 và Cantabria năm 2005. Hơn nữa, trong Asturias, Andalusia và Extremadura, các cặp đồng giới có thể cùng nhau bắt đầu các thủ tục để chăm sóc trẻ em tạm thời hoặc vĩnh viễn.
Kể từ năm 2015, mặc dù IVF không hợp pháp đối với phụ nữ độc thân và các cặp đồng tính nữ, cả hai đồng tính nữ đã kết hôn đều có thể đăng ký tên của họ trên giấy chứng nhận con cái.  Nhưng, nếu các cặp đồng tính nữ không kết hôn và sống trong một "liên minh thực tế", trẻ em chỉ có thể được quy cho người phụ nữ sinh con. Pháp luật hiện hành không quy định về sự công nhận của người đồng mẹ. Also, gay couples can have access to surrogacy if carried out in a country where it is legal, nhưng việc mang thai hộ không hợp pháp trong lãnh thổ Tây Ban Nha, là hợp đồng từ bỏ của người mẹ không có giá trị pháp lý.

## Chống phân biệt đối xử và pháp luật tội ác căm thù

Luật về phân biệt đối xử LGBT trong việc làm, bởi cộng đồng tự trị
Cấm phân biệt đối xử dựa trên xu hướng tính dục và bản dạng giới
Cấm phân biệt đối xử chỉ dựa trên xu hướng tình dục, thông qua luật liên bang hoặc địa phương

Phân biệt đối xử việc làm trên cơ sở khuynh hướng tình dục là bất hợp pháp ở nước này kể từ năm 1995. Tuy nhiên, phân biệt đối xử việc làm trên cơ sở bản dạng giới không bị cấm trên toàn quốc. Cộng đồng tự trị đầu tiên cấm phân biệt đối xử như vậy là Navarre vào năm 2009. Basque cũng đã thông qua dự luật cấm phân biệt đối xử giới tính. Extremadura đã làm như vậy vào năm 2015. Vào tháng 5 năm 2016, Madrid, Murcia và Quần đảo Balear. Valencia phê duyệt dự luật chống phân biệt đối xử vào tháng 4 năm 2017, trong khi Aragon đã làm như vậy vào tháng 4 năm 2018.
Điều 4 (2) của Điều lệ Công nhân (tiếng Tây Ban Nha: Estatuto de los trabajadores) đọc như sau:
| “ | Trong quan hệ lao động, người lao động có quyền: ... không bị phân biệt đối xử trực tiếp hoặc gián tiếp trong việc làm, hoặc, một khi đã đi làm, bị phân biệt đối xử vì lý do giới tính, hộ tịch, tuổi trong giới hạn quy định của Luật này, nguồn gốc chủng tộc hoặc sắc tộc, địa vị xã hội, tôn giáo hoặc niềm tin định hướng, thành viên hoặc không là thành viên trong một liên minh, hoặc vì lý do ngôn ngữ trong Nhà nước Tây Ban Nha. | ” |

Phân biệt đối xử trong các quy định của hàng hóa và dịch vụ dựa trên xu hướng tính dục và bản dạng giới cũng không bị cấm trên toàn quốc.  Các cộng đồng tự trị nói trên đều cấm phân biệt đối xử như vậy trong luật chống phân biệt đối xử của họ.
Tội ác căm thù và ngôn luận căm thù trên cơ sở cả xu hướng tính dục và bản dạng giới đã bị cấm từ năm 1995. Phân biệt đối xử trong các dịch vụ y tế và giáo dục dựa trên xu hướng tính dục và bản dạng giới đã bị cấm ở Tây Ban Nha kể từ năm 2011 và 2013, tương ứng.
Mười cộng đồng tự trị cũng cấm phân biệt đối xử dựa trên đặc điểm giới tính, do đó bảo vệ liên giới tính mọi người khỏi sự phân biệt đối xử.  Các cộng đồng tự trị này là Galicia (2014), Catalonia (2014), Extremadura (2015), the Balearic Islands (2016), Madrid (2016), Murcia (2016), Valencia (2017), Navarre (2017), Andalusia (2018) và Aragon (2018).

## Liệu pháp chuyển đổi
Cộng đồng tự trị Madrid đã phê chuẩn lệnh cấm liệu pháp chuyển đổi vào tháng 7 năm 2016. Lệnh cấm có hiệu lực vào ngày 1 tháng 1 năm 2017, và áp dụng cho các nhóm y tế, tâm thần, tâm lý và tôn giáo. Vào tháng 8, một nhóm vận động LGBT đã đưa ra các cáo buộc theo luật mới chống lại một phụ nữ Madrid đã đưa ra liệu pháp chuyển đổi.
Valencia đã cấm sử dụng các liệu pháp chuyển đổi vào tháng 4 năm 2017. Andalusia đã làm theo vào tháng 12 năm 2017, với luật bắt đầu có hiệu lực vào ngày 4 tháng 2 năm 2018.
Murcia đã phê duyệt lệnh cấm trị liệu chuyển đổi vào tháng 5 năm 2016, bắt đầu có hiệu lực vào ngày 1 tháng 6 năm 2016. Không giống như các lệnh cấm khác, lệnh cấm Murcia chỉ áp dụng cho chuyên gia y tế.
Vào tháng 4 năm 2019, Chính phủ Cộng đồng Madrid thông báo họ đang điều tra Giáo phận Công giáo La Mã Alcalá de Henares vì vi phạm luật chống đồng tính. Điều này được đưa ra sau khi các báo cáo rằng một nhà báo tên Ángel Villascusa đóng giả là một người đồng tính nam và tham dự một dịch vụ tư vấn được cung cấp bởi giáo phận. Trong đó, ông cáo buộc giám mục đang điều hành các buổi trị liệu chuyển đổi bất hợp pháp. Giám mục được bảo vệ bởi Giáo hội Công giáo ở Tây Ban Nha. Bộ trưởng Bộ Y tế, Các vấn đề Người tiêu dùng và Phúc lợi Xã hội María Luisa Carcedo, kêu gọi lệnh cấm toàn quốc đối với liệu pháp chuyển đổi. Bà nói, "Họ [Giáo hội] đang vi phạm pháp luật, vì vậy, trong trường hợp đầu tiên, các khóa học này phải được bãi bỏ hoàn toàn. Tôi nghĩ rằng, ở Tây Ban Nha, chấp nhận các xu hướng tình dục khác nhau đã được giả định trong tất cả các lĩnh vực, nhưng thật không may, chúng tôi thấy rằng vẫn còn những túi mà mọi người được cho biết xu hướng tình dục của họ nên là gì".

## Bảng tóm tắt
| Hoạt động tình dục đồng giới hợp pháp                                                                                       | (Từ năm 1979)                                                                         |
| Độ tuổi đồng ý | (Từ năm 1979)                                                                         |
| Luật chống phân biệt đối xử trong việc làm                                                                                  | (Từ năm 1995)                                                                         |
| Luật chống phân biệt đối xử trong việc cung cấp hàng hóa và dịch vụ                                                         | / (Khác nhau bởi cộng đồng tự trị, đề xuất cấm toàn quốc)                             |
| Luật chống phân biệt đối xử trong tất cả các lĩnh vực khác (bao gồm phân biệt đối xử gián tiếp, ngôn từ kích động thù địch) | (Từ năm 1995)                                                                         |
| Luật chống phân biệt đối xử liên quan đến bản dạng giới                                                                     | / (Khác nhau bởi cộng đồng tự trị, đề xuất cấm toàn quốc)                             |
| Hôn nhân đồng giới | (Từ năm 2005)                                                                         |
| Công nhận các cặp đồng giới (ví dụ: sống chung không đăng ký, quan hệ đối tác trọn đời)                                     | (Từ năm 1994)                                                                         |
| Nhận con nuôi là con riêng của các cặp vợ chồng đồng giới                                                                   | (Từ năm 2000 ở một số cộng đồng tự trị, kể từ năm 2005 trên toàn quốc)                |
| Nhận con nuôi chung của các cặp đồng giới                                                                                   | (Từ năm 2000 ở một số cộng đồng tự trị, kể từ năm 2005 trên toàn quốc)                |
| Tự động làm cha mẹ trong giấy khai sinh cho con của các cặp đồng giới                                                       | (Từ năm 2015)                                                                         |
| Người LGBT được phép phục vụ công khai trong quân đội                                                                       | Yes                                                                                   |
| Quyền thay đổi giới tính hợp pháp                                                                                           | (Từ năm 2007)                                                                         |
| Tự động nghỉ phép của bố mẹ cho cả hai vợ chồng sau khi sinh                                                                | (Từ năm 2006)                                                                         |
| Truy cập IVF cho các cặp đồng tính nữ                                                                                       | / (Bị cấm ở cấp quốc gia, từ năm 2006 tại một số cộng đồng tự trị; đề xuất pháp luật) |
| Liệu pháp chuyển đổi bị cấm theo luật                                                                                       | / (Khác nhau bởi cộng đồng tự trị)                                                    |
| Trẻ vị thành niên liên giới tính được bảo vệ khỏi các thủ tục phẫu thuật xâm lấn                                            | / (Khác nhau bởi cộng đồng tự trị)                                                    |
| Mang thai hộ thương mại cho các cặp đồng tính nam                                                                           | (Không được phép bất kể xu hướng tình dục; hợp pháp hóa đề xuất)                      |
| NQHN được phép hiến máu | (Từ năm 2005)                                                                         |